# Cala Morisca (La Selva)
La cala Morisca és una cala situada al límit dels termes municipals de Lloret de Mar i de Tossa de Mar (Selva), a la Costa Brava Sud. Es tracta d'una cala arrecerada i aïllada, envoltada de penya-segats i una vegetació densa, a la qual s'hi accedeix per un camí de baixada des de la urbanització homònima. Es localitza entre dos sortints de penya-segats: sa Punta de Portopí al nord i el Freu de sa Porrassa al sud. El turó de la Morisca, de 134 m d'alçada, situat a la part alta de la cala, forma part del massís de Cadiretes. S'hi practica el nudisme.
Orientada al sud-est, la platja d'aquesta cala està composta de graves, còdols i blocs, i té una llargada de 35 metres i una amplada de 12,5 metres.
L'any 1988 es van trobar disset tones d'haixix en dos zulos propers a aquesta cala.
Hi va haver diversos intents d'urbanització d'aquesta cala, ja que el terreny entre la carretera GI-682 i la zona marítimo-terrestre estava declarada urbanitzable. El 1997 l'Ajuntament de Tossa havia previst fer-hi 143 xalets. L'any 2019 l'Ajuntament de Tossa de Mar va reactivar un projecte d'urbanització al voltant d'aquesta cala, però el 2021 el seu entorn paisatgístic va ser protegit definitivament.